# Auchmis crassicornis
Auchmis crassicornis là một loài bướm đêm trong họ Noctuidae.